# Castelpagano
Castelpagano ist eine Gemeinde in Italien in der Region Kampanien in der Provinz Benevento mit 1334 Einwohnern (Stand 31. Dezember 2023). Sie ist Bestandteil der Bergkommune Comunità Montana Titerno e Alto Tammaro.

## Geographie

Lage von Castelpagano

Die Gemeinde liegt etwa 40 km nördlich der Provinzhauptstadt Benevento. Die Nachbargemeinden sind Cercemaggiore (CB), Circello, Colle Sannita, Riccia (CB) und Santa Croce del Sannio. Die Ortsteile lauten Monticelli, Nardillo al Bosco, Paoloni, Ripa Piana, Riporta, Scarcioni und Tufarelli.

## Wirtschaft
Die Gemeinde lebt hauptsächlich von der Landwirtschaft. 

## Infrastruktur

### Straße
- Staatsstraße Benevento-Termoli

### Bahn
- Bahnstrecke Benevento–Campobasso

### Flug
- Flughafen Neapel